# 論法拉第力線

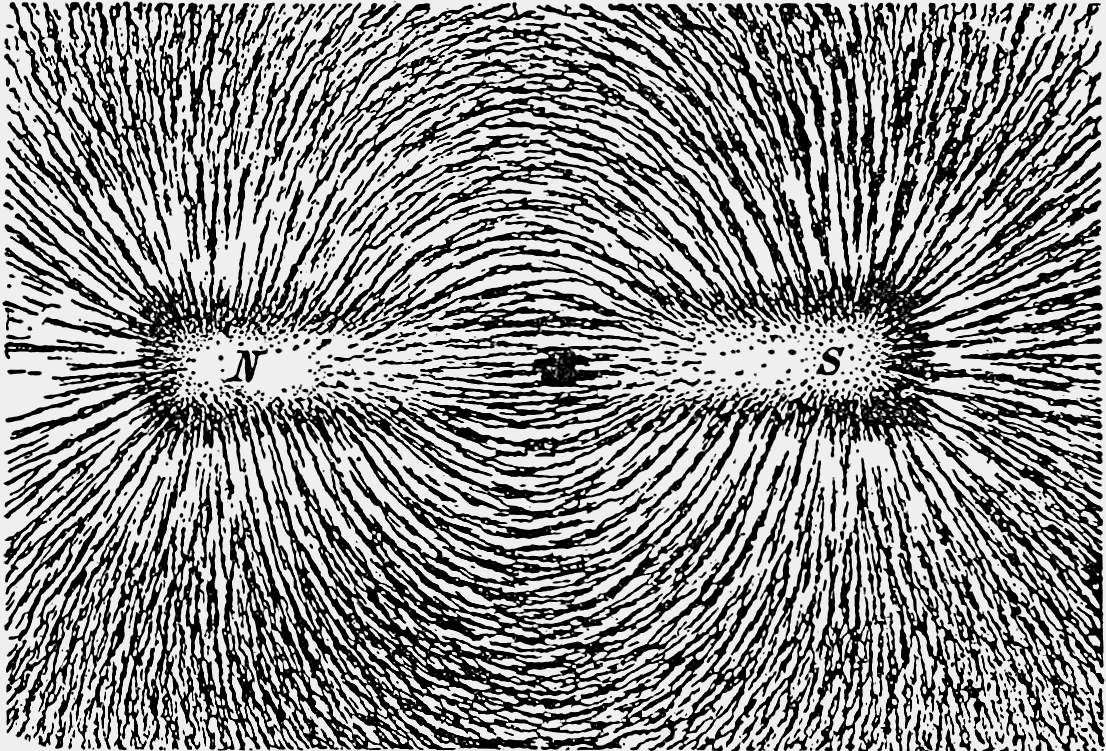
透過鐵粉顯示出的磁力線。將條狀磁鐵放在白紙下面，鋪灑一堆鐵粉在白紙上面，這些鐵粉會依著磁場力的方向排列，形成一條條的曲線，在曲線的每一點顯示出磁力線的方向。

《論法拉第力線》（On Faraday's Lines of Force）是詹姆斯·馬克士威于1855年發表的一篇論文。這是他從閱讀了麥可·法拉第的著作《電的實驗研究》（Experimental Researches in Electricity）之後，得到啟發而撰寫的一篇論文。馬克士威將法拉第想出的力線延伸為裝滿了不可壓縮流體的「力管」。這力管的方向代表力場（電場或磁場）的方向，力管的截面面積與力管內的流體速度成反比，而這流體速度可以比擬為電場或磁場。既然電場或磁場能夠比擬為流體速度，當然可以要求電場或磁場遵守流體力學的部分理論。那麼，借用流體力學的一些數學框架，即可推導出一系列初成形的電磁學雛論。馬克士威這樣陳述：
按照我將採用的方法，我希望能夠表明，我並不是在從一個我尚未做出任何實驗成果的學術中，試著建立任何物理理論；我的設計的最終目的是在顯示出，靠著嚴謹地應用法拉第的思維和方法，許多他所發現的不同電磁現象之間的連結關係，可以被清楚地陳列於數學家面前。因此，我會儘量避免提出，任何不是從法拉第方法得到的直接實例，或任何不是從法拉第方法得到的數學推論。在探討主題內一些比較簡單的部分時，我會使用法拉第的數學方法和思維。若當主題的複雜部分需要時，我會使用數學分析，但仍舊局限於發展這位哲學家的原本思維。
 — 馬克士威， 馬克士威的科學論文集

## 用熱傳導機制來比擬靜電學
在那時期的電磁學可以形容為眾多實驗結果和數學分析的大雜燴，急需整合成一套內外一致，有條有理的學術理論。裝備著劍橋大學物理系對於物理學生精心栽培的比擬能力，馬克士威試圖創建一個能夠描述各種電磁現象的模型。他首先提到了威廉·湯姆森想出的比擬案例。湯姆森發現，描述熱傳導於均勻物質的傅立葉熱傳導定律，與靜電學內描述電場和電勢之間的關係式，它們的方程式的形式相同。傅立葉熱傳導定律以方程式表達為
{\displaystyle \Gamma =-k{\frac {\mathrm {d} T}{\mathrm {d} x}}} ;
其中，{\displaystyle \Gamma }是熱通量（heat flux），{\displaystyle k}是物質的熱導率，{\displaystyle T}是溫度。
電場和電勢之間的關係式表達為
{\displaystyle E=-{\frac {\mathrm {d} \phi }{\mathrm {d} x}}} ;
其中，{\displaystyle E}是電場，{\displaystyle \phi }是電勢。
很明顯地，設定熱導率{\displaystyle k=1}，則電勢可以比擬為溫度，而電場可以比擬為熱通量。法拉第的電力線變為了熱流線，等勢線（equipotential）變為了等溫線。所以，解析熱傳導問題的方法，可以用來解析靜電學問題。
馬克士威又注意到一個問題：熱傳導依賴的是物質的緊鄰的兩個粒子之間互相接觸而產生的「鄰接作用」（contiguous action）；思考兩個相距很遠的電荷，不經過任何媒介，互相直接施加於對方的作用力，假若電場力是這種作用力，則電場力是一種超距作用（action at a distance）。兩種完全不同的物理現象，居然可以用同樣形式的數學方式來描述，這給予馬克士威很大的遐想空間。

## 不可壓縮流體理論
馬克士威覺得熱傳導機制只能夠有限地比擬出電磁場的物理現象。他認為流體流動機制具有更大的威力，更多的功能來比擬靜電學和靜磁學。他開始探索不可壓縮流體的性質。按照定義，不可壓縮流體的任何部分的體積不會因為時間的演進而改變。這是一種假想的理想流體，是一種非常簡單的流體。馬克士威更進一步假設流體的流動是穩定的；在任何位置，流動的方向和速率不含時間。這樣，就不用考慮時間的因素。流體內部任意元素，隨著流動，會描繪出一條曲線，稱為「流動線」。法拉第想出的力線可以比擬為流動線。
設想圍繞著流動線的一個圓環，其每一個流體元素，隨著流動，會共同描繪出一條假想的「力管」。在力管外面的流體不會流入力管內；在力管裏面的流體也不會流出力管外。假設力管在某位置的截面面積為{\displaystyle \sigma }，流速大小為{\displaystyle v}，則每單位時間流過此截面的流體體積為{\displaystyle v\sigma }。定義「單位力管」為每單位時間流過截面的流體體積為{\displaystyle 1}的力管。對於單位力管
{\displaystyle v\sigma =1}；
流速大小{\displaystyle v}越快，力管的截面面積越小；反之，則截面面積越大。
為了滿足流體體積的守恆，每一個力管，必須有一個力管源和力管壑。流體從力管源流出來，經過力管，最終流入力管壑。
舉一個單獨力管源例子。在三維空間裏，假設位於參考系的原點有一個力管源，每單位時間流出的流體體積為{\displaystyle m}。流體最終流入位於無窮遠的力管壑。在與此力管源的徑向距離為{\displaystyle r}的位置的流速大小為
{\displaystyle v=m/4\pi r^{2}}。
單位力管的截面面積為
{\displaystyle \sigma =4\pi r^{2}/m}。
在三維空間中，總共會存在有{\displaystyle m}個單位力管。這些單位力管填滿了整個空間，不會露出任何空隙。
在三維空間裏，假設位於參考系的原點有一個力管壑，每單位時間流入的流體體積為{\displaystyle m}。流體最初是由位於無窮遠的力管源流出。在與此力管源的徑向距離為{\displaystyle r}的位置的流速大小為
{\displaystyle v=-m/4\pi r^{2}}。
因為流體的流動方向是朝著力管壑，所以流速大小是負值。
這不可壓縮流體系統遵守疊加原理。給予三個流體流動系統，假設第三個系統在每一個位置的流速，是另外兩個系統在同樣位置的流速的向量和。則通過第三個系統的一個曲面的每單位時間的流體體積，等於通過另外兩個系統的同樣曲面的每單位時間的流體體積的和。

## 無質量流體流過阻抗介質的均勻運動理論
馬克士威的流體沒有質量，沒有慣性，與牛頓運動定律無關。他提出的模型是幾何模型，不是物理模型。稱力管內的兩個截面之間的流體為「流動截體」。為了要賦予這模型流動所需的動力，馬克士威假設力管內的流動截體會感受到壓差{\displaystyle \Delta p}，前面阻擋的壓強小於後面推撞的壓強，因此，流動截體會往前方流動。
當流體經過介質時，會感受到一股與流速成正比的阻力，以方程式表達為
{\displaystyle f=-kv}；
其中，{\displaystyle f}是單位體積感受到的阻力，{\displaystyle k}是介質的「阻抗係數」。
由於這阻力的作用，使得流動截體的前面阻擋的壓強小於後面推撞的壓強。每往前面移動單位長度，壓強會減少{\displaystyle kv}。對於單位力管，一個截面面積為{\displaystyle \sigma }，厚度為{\displaystyle h}的流動截體，所感受到的阻力大小為{\displaystyle f\sigma h}，壓差為{\displaystyle \Delta p=kvh}。定義{\displaystyle \Delta p=1}的流動截體為「單位流胞」。截面面積越大，單位流胞的厚度也越大；其關係為
{\displaystyle \sigma =kh}。
給予一個流體系統的等壓曲面，則可計算出在空間所有位置的流速，也可以佈置好所有的單位力管，包括其力管源和力管壑。反之，給予一個系統所有的力管源和力管壑，則可計算出在空間所有位置的流速，也可以計算出等壓曲面。
給予一個流體系統，已知其在每一個位置的壓強、力管源分佈和力管壑分佈，假設其介質的阻抗係數為{\displaystyle k}。這個系統等價於一個介質的阻抗係數為{\displaystyle 1}、力管源和力管壑的流量分別為{\displaystyle k}倍的系統。兩個系統在每一個位置的壓強相等，流速也相等。
這流體系統仍舊遵守疊加原理。給予三個流體流動系統，假設第三個系統在每一個位置的壓強，是另外兩個系統在同樣位置的壓強和。則第三個系統在三維空間內每一個位置的流速，是另外兩個系統在同樣位置的流速的向量和。
回想前述單獨力管源例子。徑向距離{\displaystyle r}越遠，壓強{\displaystyle p}越小；壓強的變率為
{\displaystyle {\frac {\mathrm {d} p}{\mathrm {d} r}}=-{\frac {km}{4\pi r^{2}}}}。
當{\displaystyle r}為無窮遠時，{\displaystyle p=0}，所以壓強為
{\displaystyle p={\frac {km}{4\pi r}}}。

## 應用於靜電學和靜磁學
馬克士威想出的不可壓縮流體模型能夠比擬很多電磁現象，例如，靜電作用、靜磁作用、感應磁場作用、電流等等。

### 靜電作用
回想前述單獨力管源例子。將源電荷{\displaystyle q}比擬為力管源，將電場比擬為流速。那麼，可以得到電場{\displaystyle E}與距離的關係式：
{\displaystyle E={\frac {q}{4\pi r^{2}}}}。
將電勢比擬為壓強。力管源與壓強{\displaystyle p}的關係式為
{\displaystyle p={\frac {km}{4\pi r}}}。
按照這關係式，設定{\displaystyle k=1}，可以得到電勢{\displaystyle V}與源電荷的關係式：
{\displaystyle V={\frac {q}{4\pi r}}}。
電勢與電場的關係式為
{\displaystyle E=-{\frac {\mathrm {d} V}{\mathrm {d} r}}}。

### 電介質理論
假設電介質消弱了電場和電勢，則對應的流速和壓強也會減小，通過減小阻抗係數{\displaystyle k}，就可以減小壓強，但不能減小流速，因為流速只與力管源、力管壑和距離有關。所以，不能直接地靠著減小阻抗係數{\displaystyle k}來比擬電介質的效應。必須換一種方法，如同前面所述，將這阻抗係數為{\displaystyle k}的介質替換為阻抗係數為{\displaystyle 1}的介質，又將所有力管源和力管壑的流量分別增加為{\displaystyle k}倍。這樣，流速和壓強就可以分別比擬為電場和電勢。
在兩個阻抗係數不同的區域的界面，由於界面兩邊的阻抗係數不同，會形成不同流量的力管源和力管壑。所以，會有淨力管源或淨力管壑出現於界面。這對應於電介質的感應表面電荷。

### 永久磁鐵理論
如同靜電場，靜磁場也遵守反平方定律。所以，可以使用同樣的方法來比擬靜磁場。馬克士威將磁鐵視為由單獨的磁粒子組成的，每一個磁粒子都有自己的磁北極和磁南極，分別可以比擬為力管源和力管壑。那麼，磁力線即可比擬為流動線，流速比擬為磁場，壓強比擬為「磁純量勢」。
永久磁鐵有一個磁南極和一個磁北極。按照常規，磁力線從磁北極出來，經過空間，回到磁南極。試想磁鐵是由許多「磁胞」組成的。每一個磁胞都有一個磁南極和一個磁北極。那麼，就可以用「流胞」來比擬磁胞。每一個流胞都有一個力管源和一個力管壑，分別對應於磁北極和磁南極。聚集在一起，相鄰的流胞之間的力管源會與力管壑相互抵消。所以，整體看來，磁鐵的磁北極對應於其「北表面」的一個巨觀的力管源，而磁南極則對應於其「南表面」的一個巨觀的力管壑。

### 電緊張態
法拉第最先提出「電緊張態」（electro-tonic state）的概念。在研究電磁感應理論時，他發現當將物體放在磁鐵或電流的附近時，物體會進入一種狀態。假若不打擾這系統，則處於此狀態的物體不會自發地顯示出任何現象。但是，一當系統有所變化，像磁鐵被移動了，或電流被增大了，則這狀態也會改變，因而產生電流或趨向產生電流。法拉第稱此狀態為「電緊張態」。但是，他並沒有很明確的說明這概念。
後來，開爾文男爵於1851年引入磁矢勢的概念，並且給定磁矢勢與磁場之間的關係：
{\displaystyle \mathbf {B} =\nabla \times \mathbf {A} }。
馬克士威在他的流體模型裏，找不到任何電緊張態可以扮演的角色。馬克士威這樣陳述：
在這篇從數學觀點來研讀法拉第理論的概述論文，我最多能做的，就是簡明地闡示數學方法，即我認為電磁現象能夠最容易被了解和約化為運算的數學方法。我的目標是以實質形式呈現數學想法於思維。這實質形式不是抽象符號，而是一群曲線或曲面。因為，抽象符號不能夠傳達同樣的想法，也不能夠自然地融入需要解釋的現象。但是，電緊張態的概念，還尚未在我的思維中呈現出它的形式，即一種不需要涉及抽象符號，就可以明確地解釋出它的自然屬性的形式。……經過仔細地研究彈性固體定律和黏性流體運動，我希望能夠發現一種適用於一般推理的方法，來塑造電緊張態的機械概念。
 — 馬克士威， 馬克士威的科學論文集
在這裏，馬克士威遇到了一點小困難。這是因為他設計的流體是穩定流體，在任何位置，流體的流動方向和速率不含時間。整個系統都是穩定的，不會因時間而改變。可是，電緊張態只能在系統改變時才會改變和顯現其效應。所以，馬克士威的流體模型找不到任何變量來比擬電緊張態。還有，馬克士威的流體模型可以比擬各種電場和磁場的現象，但都是孤立的現象；馬克士威的流體模型無法比擬綜合的電磁感應現象。在論文《論物理力線》裏，馬克士威會賦予他的模型更強大的威力，更豐富的功能來比擬各種電磁現象，並且創先地預測出電位移的存在。
在這篇論文的後半部分，馬克士威開始仔細分析電緊張態的物理性質。他給出一條重要定律：作用於一個導體的微小元素的電場，可以由該微小元素的電緊張態對於時間的導數來衡量。以現代標記表示，這方程式為
{\displaystyle \mathbf {E} =-{\dot {\mathbf {A} }}}。
這是馬克士威學術生涯中的第一個重要突破，他將法拉第的電緊張態辨識為開爾文男爵的磁矢勢，並且對於電緊張態給出嚴格定義。

### 規範自由
對於電緊張態的定義式取旋度，則可得到法拉第感應方程式：
{\displaystyle \nabla \times \mathbf {E} =-{\dot {\mathbf {B} }}}。
馬克士威在這篇論文特別提出，開爾文男爵於1851發現的關於磁矢勢的數學性質，即任意添加一個函數的梯度給磁矢勢，都不會改變磁矢勢與磁場的關係式、法拉第感應方程式，這數學性質後來演化為現今規範自由的概念。

## 參閱
- 《電磁場的動力學理論》
- 電磁波方程式
- 馬克士威方程組
- 弯曲时空中的麦克斯韦方程组
- 馬克士威應力張量
- 麦克斯韦方程组的历史
- 乙太

## 進階閱讀
- 馬克士威, 詹姆斯, , Nivin, William  (编),  1, New York: Doer Publications, 1890
- Crease, Robert, , illustrated, W. W. Norton & Company, 2008, ISBN 9780393062045
- Simpson, Thomas K., , USA: Rutgers University Press, 1997, ISBN 9780813523637
- Whittaker, E. T., , Nelson, London, 1951